# Impatiens letouzeyi
Espèce
Statut de conservation UICN

 EN B1ab(iii)+2ab(iii) : En danger
Impatiens letouzeyi Grey-Wilson est une espèce de plantes à fleurs de la famille des Balsaminaceae et du genre Impatiens, endémique du Cameroun.

## Étymologie
Son épithète spécifique letouzeyi rend hommage au botaniste français René Letouzey qui a découvert l'holotype en août 1975 dans les monts Bakossi, entre Ekona et Boubaji, près de Supe, à 40 km au nord de Kumba dans la Région du Sud-Ouest (Cameroun).

## Description
C'est une herbe épiphyte pérenne robuste, dotée des plus grandes fleurs du genre Impatiens de tout le Cameroun, voire d'Afrique. On la reconnaît aisément à la fin de la saison des pluies à ses fleurs tombées sous l'arbre.

## Distribution et habitat
Endémique du Cameroun, l'espèce n'a longtemps été connue qu'à travers le spécimen-type trouvé par Letouzey. Elle a été redécouverte en 1998 par une équipe dirigée par George Gosline. Il s'est avéré qu'elle était relativement commune aux environs de Kodmin-Edib. Par la suite elle a également été localisée dans les monts Lebialem.
Elle est néanmoins considérée comme une « espèce en danger », du fait de la perte de son habitat liée à l'extension des terres agricoles et à la construction d'un barrage.